# Megalybus pictus
Megalybus pictus är en tvåvingeart som beskrevs av Philippi 1865. Megalybus pictus ingår i släktet Megalybus och familjen kulflugor. Inga underarter finns listade i Catalogue of Life.